# 英国废除活体解剖联盟
英国废除活体解剖联盟，別稱英國廢除活體解剖聯合工會（英語：（BUAV）），在1898年6月14日，由愛爾蘭人法蘭斯·鮑爾·柯柏，於英國開會時創立，現時主要工作範圍是教育、游說、研究、調查、化驗卧底式工作，以及法律案件，牽涉到有關使用非法動物測試。現時總部位於英國倫敦。
而BUAV則在1990年，正式動用歐盟拒絕使用動物測試委員會（ECEAE）秘書處，由米歇爾·泰蔚（Michelle Thew）委任首席執行官。
而於2012年，BUAV正式加入「新英倫反活体解剖會」，也就是以國際性組織，來進行杜絕使用動物測試的化妝品運動，名為「反殘酷國際性運動」，而主要支持者為歷奇·格維斯，他們證明了「反殘酷國際性運動」產品更為收效。

## 延伸閱讀
- The archives of the BUAV (ref U DBV) are held at the Hull History Centre and details of holdings on its online catalogue.

## 外部連結
- BUAV.org
- BUAV動畫（英文版）
- 歐盟拒絕使用動物測試委員會（英文版） （页面存档备份，存于）
- Website
- YouTube channel （页面存档备份，存于）

Template:Animal testing end